# Thomas Brodie-Sangster
Thomas Brodie-Sangster (sinh ngày 16 tháng 5 năm 1990) là một diễn viên điện ảnh và truyền hình người Anh, nổi tiếng với vai diễn trong Love Actually, Nanny McPhee, The Last Legion, gần đây nhất là series phim Maze Runner và lồng tiếng cho Ferb Fletcher trong Phineas và Ferb.

## Cuộc sống cá nhân
Sangster sinh ra ở London. Cậu sống với em gái mình, Ava, và cha mẹ của mình, diễn viên Anastasia A. "Tasha" Sangster (nhũ danh Bertram) và Mark Ernest Sangster. Là em họ của nam diễn viên Hugh Grant. Cha cậu là một nhạc sĩ, đóng vai chính trong vở nhạc kịch The Lion King ở Đức. Sangster chơi guitar, và anh đã học chơi thuận tay trái để miêu tả cách chơi tay trái tay của Paul McCartney trong bộ phim Paul McCartney. Sangster đã từng hẹn hò với nhà thiết kế Patience.
Sangster hiện đang được cho là hẹn hò với Issabella Melling.

## Sự nghiệp
Vai diễn đầu tiên của Sangster là phim truyền hình BBC, Station Jim. Sau đó cậu xuất hiện trong vài phim truyền hình, bao gồm vai chính trong Bobbie's Girl, The Miracle of the Cards (dựa trên câu chuyện Craig Shergold) và Stig of the Dump. Cậu đã giành được giải "Golden Nymph" tại Liên hoan Truyền hình Monte Carlo hàng năm thứ 43 cho vai diễn trong miniseries Entrusted. Love Actually, trong đó cậu đóng vai con trai ghẻ của Liam Neeson, là phim sân khấu chính đầu tiên của Sangster. Ngoài ra Sangster còn tham gia vào loạt phim truyền hình Game of Thrones ở mùa thứ 3 và 4.
Thomas Sangster được biết đến nhiều trong vai trò diễn viên lồng tiếng cho Ferb Fletcher. Trong phim Phineas and Ferb, Thomas hoàn toàn sử dụng giọng nói hằng ngày để lồng tiếng cho nhân vật Ferb (tuy nhiên khi Ferb hát, diễn viên Danny Jacod thay cậu hát, trừ vài tập phim như The Twelve Days Of Christmas, cậu hát bằng chính giọng mình). Lúc đầu, giọng Ferb hơi cao và trầm trong cùng một lúc (giống như giọng Phineas trong suốt nửa đầu mùa thứ nhất). Nhưng bắt đầu từ cuối mùa thứ nhất, từ tập phim ''Unfair Science Fair'', giọng cậu trầm và lạ hơn vì Thomas Sangster đã qua tuổi dậy thì.
'' Chúng tôi biết đến Thomas Sangster từ Love Actually và Nanny McPhee, rất nhiều bộ phim khác. Chúng tôi đã chọn cậu ấy. Không như mọi người, cậu ấy thu âm hoàn toàn ở London và mọi người trong đoàn chưa bao giờ nhìn thấy cậu ấy làm việc trên chương trình và ngược lại, Thomas cũng chưa từng chứng kiến những người khác làm việc. Cậu ấy sẽ được xuất hiện trên một tập phim đặc biệt và chia sẻ về nhân vật này''
- Jeff ''Swampy'' Marsh nhận xét về vai diễn Ferb.
Hiện Thomas đang tham gia series phim Maze Runner của hãng 20th Century Fox. Phần 1'' The Maze Runner'' và phần 2 ''Maze Runner: The Scorch Trials'' đã được công chiếu ở khắp các rạp trên Bắc Mỹ và các quốc gia trên toàn thế giới. Phần 3 ''Maze Runner: The Death Cure'' dự định sẽ bấm máy lại vào Tháng 7 năm 2016 sau sự cố vụ tai nạn của diễn viên Dylan O'Brien, phim chính thức lên rạp vào Tháng 5 năm 2017.

## Các phim đã đóng

### Phim điện ảnh
| Năm  | Tên phim                                  | Vai diễn                                     | Ghi chú          |
| ---- | ----------------------------------------- | -------------------------------------------- | ---------------- |
| 2002 | Mrs. Meitlemeihr                          | Cậu bé thứ nhất                              | Phim ngắn        |
| 2003 | Love Actually                             | Sam                                          |                  |
| 2005 | Nanny McPhee                              | Simon Brown                                  |                  |
| 2006 | Molly: An American Girl on the Home Front | Cậu bé trong Spelling Bee                    |                  |
| 2006 | Tristan and Isolde                        | Tristan lúc còn nhỏ                          |                  |
| 2007 | The Last Legion                           | Romulus Augustus                             |                  |
| 2009 | Bright Star                               | Samuel Brawne                                |                  |
| 2009 | Nowhere Boy                               | Paul McCartney                               |                  |
| 2009 | The Alchemistic Suitcase                  | Chàng trai                                   | Phim ngắn        |
| 2010 | Some Dogs Bites                           | Casey                                        | Phim truyền hình |
| 2011 | My Left Hand Man                          | Samuel Emerson                               | Phim ngắn        |
| 2011 | Hideaways                                 | Liam                                         |                  |
| 2011 | Death of a Superhero                      | Donald Clarke                                |                  |
| 2011 | Albatross                                 | Mark                                         |                  |
| 2012 | The Baytown Outlaws                       | Rob                                          |                  |
| 2012 | The Ugly Duckling                         | The Ugly Duckling                            | Phim ngắn        |
| 2013 | Orbit Ever After                          | Nigel                                        | Phim ngắn        |
| 2014 | The Maze Runner                           | Newt                                         |                  |
| 2014 | Phantom Halo                              | Samuel Emerson                               |                  |
| 2015 | Maze Runner: The Scorch Trials            | Newt                                         |                  |
| 2015 | Star Wars: The Force Awakens              | Petty Officer Thanisson Lính của First Order |                  |
| 2017 | Maze Runner: The Death Cure               | Newt                                         |                  |

### Phim truyền hình
| Năm        | Tên phim                                               | Vai diễn                   | Ghi chú                                                                         |
| ---------- | ------------------------------------------------------ | -------------------------- | ------------------------------------------------------------------------------- |
| 2001       | Station Jim                                            | Henry                      | Phim truyền hình                                                                |
| 2001       | The Miracle of the Cards                               | Craig Shergold             | Phim truyền hình                                                                |
| 2002       | Stig of the Dump                                       | Barney                     | Phim truyền hình ngắn tập xuất hiện 6 tập                                       |
| 2002       | Bobbie's Girl                                          | Alan                       | Phim truyền hình                                                                |
| 2002       | London's Burning                                       | Stephen                    | Tập 14.6                                                                        |
| 2003       | Hitler: The Rise of Evil                               | Hitler lúc còn nhỏ         | Phim truyền hình                                                                |
| 2003       | Entrusted                                              | Thomas Von Gall            | Phim truyền hình                                                                |
| 2003       | Ultimate Force                                         | Gabriel                    | Xuất hiện trong tập: ''What in the Name of God''                                |
| 2004       | Feather Boy                                            | Robert Nobel               | Phim truyền hình ngắn tập xuất hiện 6 tập                                       |
| 2005       | Julian Fellowes Investigates: A Most Mysterious Murder | John Duff                  | Xuất hiện trong tập: "The Case of the Croydon Poisonings"                       |
| 2007- 2015 | Phineas and Ferb                                       | Ferb Fletcher (lồng tiếng) |                                                                                 |
| 2007       | Doctor Who                                             | Timothy "Tim" Latimer      | Xuất hiện trong tập: "Human Nature" and "The Family of Blood"                   |
| 2008       | Pinocchio                                              | Lampwick                   | Phim truyền hình                                                                |
| 2010       | Some Dogs Bite                                         | Casey                      | Phim truyền hình                                                                |
| 2011       | Lewis                                                  | Adam Douglas               | Xuất hiện trong tập: "The Mind Has Mountains"                                   |
| 2011       | Phineas and Ferb the Movie: Across the 2nd Dimension   | Ferb Fletcher              | TV film                                                                         |
| 2012       | Accused                                                | Jake Murray                | Xuất hiện trong tập: "Tina's Story" and "Mo and Sue's Story"                    |
| 2013- 2014 | Game of Thrones                                        | Jojen Reed                 | Xuất hiện trong 10 tập phim                                                     |
| 2014       | American Dad!                                          | (Lồng tiếng)               | Xuất hiện trong tập: "I Ain't No Holodeck Boy"                                  |
| 2015       | Wolf Hall                                              | Rafe Sadler                | Phim truyền hình ngắn tập Phát sóng từ ngày 21 tháng 1 năm 2015 trên kênh BBC 2 |
| 2015       | Thunderbirds Are Go                                    | John Tracy (lồng tiếng)    | Chương trình truyền hình, phát sóng từ năm 2015 trên iTV                        |
| 2020       | Gambit Hậu                                             | Benny Watts                | Phim truyền hình ngắn tập                                                       |
| 2022       | Hamster & Gretel                                       |                            |                                                                                 |

### Video ca nhạc
| Năm  | Tiêu đề         | Nghệ sĩ        | Vai diễn  |
| ---- | --------------- | -------------- | --------- |
| 2014 | 30 Minute Break | The Luka State | Boyfriend |
| 2014 | Rain            | The Luka State | Boyfriend |

### Sản phẩm thu âm
| Năm  | Tiêu đề              | Vai trò | Ghi chú                                                                 |
| ---- | -------------------- | ------- | ----------------------------------------------------------------------- |
| 2007 | Country Life         | Boris   | Phát sóng đầu tiên vào ngày 22 Tháng Ba năm 2007, trên kênh BBC Radio 4 |
| 2007 | The Mind's Eye       | Kyle    | Thu âm ngày 25, 27 Tháng Bảy năm 2007; Phát hành: Tháng 11 năm 2007     |
| 2008 | The Bride of Peladon | Miner   | Thu âm ngày 26, 27 Tháng Bảy năm 2007; Phát hành: Tháng 1 năm 2008      |

## Giải thưởng
| Năm  | Đề cử phim      | Hạng mục | Kết quả    |
| 2003 | Entrusted[7]    | Liên hoan phim truyền hình Golden Nymph tại Monte Carlo: Nam diễn viên xuất sắc nhất trong phim truyện ngắn                    | Thắng giải |
| 2004 | Love Actually   | Giải thưởng Phoenix Film Critics Society Awards: Diễn viên nam chính- phụ xuất sắc nhất                                        | Đề cử      |
| 2004 | Love Actually   | Giải thưởng Phoenix Film Critics Society Awards: Diễn viên nhỏ tuổi tài năng                                                   | Đề cử      |
| 2004 | Love Actually   | Giải thưởng Satellite: Diễn viên phụ xuất sắc nhất trong vai trò hỗ trợ Hài kịch và Ca nhạc                                    | Đề cử      |
| 2004 | Love Actually   | Giải thưởng Nghệ sĩ trẻ: Diễn viên hạng mục Phim truyện- Nam diễn viên phụ xuất sắc nhất                                       | Đề cử      |
| 2007 | Nanny McPhee    | Giải thưởng Nghệ sĩ trẻ: Màn trình diễn xuất sắc nhất hạng mục Phim truyện- Diễn viên trẻ tài năng                             | Đề cử      |
| 2007 | Nanny McPhee    | Giải thưởng Nghệ sĩ trẻ: Màn trình diễn xuất sắc nhất hạng mục Phim truyện- Diễn viên chính nhỏ tuổi                           | Đề cử      |
| 2008 | The Last Legion | Giải thưởng Nghệ sĩ trẻ: Màn trình diễn xuất sắc nhất hạng mục Phim truyện Quốc tế- Diễn viên chính có diễn xuất xuất sắc nhất | Đề cử      |
| 2015 | The Maze Runner | Giải Sự lựa chọn của Giới trẻ: Ngôi sao đột phá                                                                                | Đề cử      |
| 2015 | The Maze Runner | Giải Sự lựa chọn của Giới trẻ: Diễn viên thể hiện cảm xúc chân thật nhất (đồng giải cùng với Dylan O'Brien)                    | Đề cử      |